# Грегори, Том (певец)
Томас Грегори (англ. Thomas Gregory; род. 10 ноября 1995, Блэкпул, Северо-Западная Англия), более известный как Том Грегори (англ. Tom Gregory) - английский певец и автор песен. Он выпустил свой альбом Heaven in a World So Cold в 2020 году.

## Ранние годы
Том Грегори родился в Блэкпуле, Англия. В детстве он отмечает, что одними из его самых больших кумиров были Keane, The La's, OneRepublic и Phoenix, называя последнюю «Одной из лучших французских групп за последние двадцать лет». Это музыкальное вдохновение Грегори приписывает записям, подаренным ему отцом, и положило начало его полной одержимости музыкой. Когда он рос на окраине Блэкпула, возможности были немногим больше, чем прослушивание передаваемых по наследству компакт-дисков и написание песен в своей спальне; по словам молодого певца, это помогло ему освоить свое ремесло. Он завершил свое формальное школьное образование в местной независимой школе Россолла.

## Карьера
В 2013 году  Грегори появился во втором сезоне The Voice UK, но не прошел в финальную стадию. Однако эта неудача не ослабила его и в конечном итоге побудила молодого британца продолжить карьеру на полную ставку.
В 2016 году, спустя годы после возвращения на «Голос», он появился в популярном сериале BBC «Слово на букву А», драме, основанной на семейной динамике воспитания ребенка-аутиста. Он сыграл роль Люка Тейлора, бойфренда Ребекки Хьюз и сводной сестры главной героини. Грегори утверждает, что эта роль была решающей в его певческой карьере, поскольку позволяла ему зарабатывать дополнительные деньги для финансирования своей музыки.
После нескольких лет подработки на полставки и путешествий по Великобритании и Германии его в конце концов подобрал немецкий инди-лейбл Kontor Records. Позже в том же году он выпустил свой первый сингл «Run to You». Трек стал мгновенным успехом и вскоре набрал более 20 миллионов просмотров и занял позицию в топ-30 чартов на радио. После набирающих обороты гастролей по Германии, он затем выпустил еще пять синглов, совершил еще два тура по Германии и поддержал а-ha.
После предыдущего успеха с его песней «Small Steps» его сингл «Fingertips» попал в топ-40 официальных чартов Австрии и Германии. Он также стал его самым успешным сольным релизом, достигнув 1-й строчки в официальном немецком радиочарте, 5-й строчки в официальном французском радиочарте и в настоящее время собрав более 100 миллионов просмотров.
Был выпущен его дебютный альбом Heaven in a World So Cold. Помимо того, что на сегодняшний день было собрано более 350 миллионов просмотров, различные синглы с альбома с тех пор получили 8 золотых и 2 платиновых сертификата в 5 странах.

## Дискография
Альбомы
| Название                    | Год  | Пиковые позиции на чарте | Лейбл                               |
| --------------------------- | ---- | ------------------------ | ----------------------------------- |
| Heaven in a World So Cold   | 2020 | 99                       | Kontor Records / Heaven Shall Dance |
| Things I Can't Say Out Loud | 2021 | 67                       | Kontor Records / Heaven Shall Dance |

## Фильмография
| Год  |   | Русское название | Оригинальное название | Роль       |
| ---- | - | ---------------- | --------------------- | ---------- |
| 2015 | с | Слово на букву А | The A Word            | Люк Тейлор |